# La rebelión de los náufragos
La rebelión de los náufragos es un libro escrito por la periodista venezolana Mirtha Rivero publicado en 2010 relativo al segundo gobierno de Carlos Andrés Pérez. El Estímulo describió que «narra con entrevistas y crónicas la conjura de varios sectores influyentes en la sociedad contra el segundo período de gobierno de Carlos Andrés Pérez».The Washington Post lo definió como un registro de «las peleas entre las élites y los errores políticos que llevaron al triunfo electoral de Hugo Chávez en 1998 y a la destrucción de la democracia en Venezuela».

## Recepción
Para 2020 el libro había vendido 30.000 copias. La Gran Aldea escribió que la publicación de La rebelión de los náufragos «catapultó a la fama» a Rivero. El medio Analítica lo describió como la mejor investigación periodística publicada en Venezuela durante 2010.